# Rypin (comune rurale)
Rypin è un comune rurale polacco del distretto di Rypin, nel voivodato della Cuiavia-Pomerania.
Ricopre una superficie di 131,94 km² e nel 2004 contava 7 473 abitanti.
Il capoluogo è Rypin, che non fa parte del territorio ma costituisce un comune a sé.